# 大隈重信 (武道家)
大隈 重信（おおくま しげのぶ、1958年12月8日 - 2023年2月22日）は日本の武道家。日本剱武道中道流武門会、大東流合気柔術武門会総師範。

## 略歴
- 1958年（昭和33年）12月8日　福岡県福岡市に生まれる。
- 1965年（昭和40年）　皇刀軒流の創始者である梶原政美に師事。
- 1996年（平成8年）　日本剱武道中道流武門会を創設し、福岡を中心に公共施設にて活動開始。
- 1998年（平成10年）　日本剱武道中道流武門会の本部道場設立。
- 1999年（平成11年）　大東流合気柔術六方会宗師である岡本正剛に師事し、福岡支部として活動開始。
- 2010年（平成22年）　岡本正剛より五段位を拝受する。
- 2011年（平成23年）　大東流合気柔術武門会を創設。
- 2023年（令和5年）2月22日　急病により逝去。

## 人物
幼少の頃より活発な少年であり悪戯好きであったが、小学校1年生頃に、他所の庭になっていた柿を採ったのが家主に見つかってしまい、
学校に通報する代わりに家の手伝いをさせられたという。その家主こそ、皇刀軒流の創始者である梶原政美であった。
剣術の具体的な技の指南などはあまりなかったようだが、兜割りや真綿切り、天井の縁に手の指と足の指だけで蜘蛛のようにぶら下がるなど、
数々の常人離れした技を見せてもらった衝撃や、日々の手伝いで培われた相手の先を読む気配りなどの大切さが、後々の武道人生の礎となっている。
中学生、高校生になると、部活も掛け持ちで動き回る忙しい日々であったが、こと水泳の高飛び込みに関しては、オリンピック強化選手にまで上り詰める。
社会人になり、皇刀軒流を続けていたものの、思うように斬れずに剣を握ることもやめた時期もあったが、
1988年から1995年にかけて幾度となく山籠もりをして自問自答を繰り返す中で、岡本太郎の芸術・言葉に出会ったこともきっかけとなり、人生を武道に捧げることを決心する。
当初は人に教えるつもりはなかったが、知人が護身術を教えて欲しいといったことがきっかけで、日本剱武道中道流武門会として公共施設を中心に活動を開始。
そして、学研から発売されたVHS「奥伝　大東流合気柔術」を見て、本物の武道家が存在していることに感激し、
監修・指導を行っている大東流合気柔術六方会宗師である岡本正剛に師事すると同時に六方会福岡支部として活動開始。
(活動開始をして間もない白帯の頃に、岡本宗師がモデルとなった映画「AIKI」の福岡での上映会の演武を突然任され、多数の観客に技をかけたというエピソードもある)
普段の稽古には参加できないため、岡本宗師の手に触れられるのは年1、2回の東京セミナーでのみであったが、必死で習った感覚を残しつつ、上記VHSも擦り切れるまで何度も見たという。
福岡セミナーで毎年岡本宗師を招聘するようになってからは機会も増え、お互いに酒好きであることでさらに親交を深め、酒の席でかけてもらった技がとても勉強になったと述懐している。
大東流の理合は剣術が基本だということを悟ってからは、2010年に五段位を拝受する。
その後、期することあって六方会を離れ、大東流合気柔術と日本剱武道中道流剣術を統合して、合気柔術と剣術の理合の共通性、
日本本来の武道と精神を取り戻し、後世に遺すことを目的に日々活動している。
武道以外にも、医学や日本の歴史など様々な分野に造詣が深く、また道場の内装や配管などのほとんどは自分で行うほど手先が器用である。

## 日本剱武道中道流武門会について
皇刀軒流の残心をベースとした実践性の中に、大東流の合気技のような非常に柔らかい技が多数存在する。中でも刀身と対象物が密着した状態から斬るという当身斬りという高度な技も存在する。
常に1対多数や武器を想定しており、1拍子で終わらせなければならないと指導している。
稽古に関しては、初心者、上級者、女性や子供と分けることなく、全員に直接手を取らせている。
また、精緻な技が生み出された背景には何があったのか、歴史や古い文献、極意書などを研究し、武道のルーツなども伝えているのも特長である。
(神話とされている日本書紀や古事記よりもさらに古い時代から継承されているということ。
そして、常に自然界との調和とその法則を手本にしながら、歴史が変遷するにつれ、武士道精神へと昇華し、
神道の教えと同化表裏一体化し、日本人の道徳の礎となっていることこそがルーツであり、神棚を道場に祀っている理由は、稽古修行を奉納するためであると述べている)